# Hafen Saldanha
Der Hafen Saldanha (englisch Port of Saldanha, auch Port of Saldanha Bay) liegt an der südafrikanischen Atlantikküste. Er ist der größte natürliche Ankerplatz und tiefste Hafen im südlichen Afrika. Der Hafen befindet sich in der gleichnamigen Bucht auf dem Gebiet der Local Municipality Saldanha Bay.
Betreiber und Verwalter für den Hafen ist die staatliche Transnet National Ports Authority.

## Lage
Der Hafen von Saldanha liegt etwa 140 Kilometer nordwestlich von Kapstadt in einer natürlichen Bucht an der Westküste Südafrikas. Die modernen Hafenanlagen werden seeseitig durch einen künstlichen Wellenbrecher geschützt. Die vom Hafengebiet insgesamt beanspruchte Land- und Wasserfläche umfasst 18.300 Hektar.
Die vier Kilometer lange Landungsbrücke teilt seit 1975 den Binnenbereich der Bucht in die Small Bay und in die Big Bay. Im südlichen Teil der Bucht befindet sich die Langebaan-Lagune, ein Teil des West Coast National Park, die seit dem 25. April 1988 nach der Ramsar-Konvention unter Schutz steht.

## Geschichte
Seit der Besiedlung der Bucht von Saldanha durch europäische Einwanderer wird deren bevorzugte Lage als Seehafen genutzt. Die frühen hier umgeschlagenen Waren stammten aus dem Abbau von Guano und von den hier verarbeiteten Tierprodukten der Fischerei und Jagd. Einen Eisenbahnanschluss gibt es seit 1913.
In den 1960er Jahren nahm das Interesse der Montanindustrie an den Eisenerzlagerstätten um Dingleton (beispielsweise die Sishen Mine) und Postmasburg im Nordwesten Südafrikas zu. Mit einem verstärkten Abbau war die Frage verknüpft, wie das dort zu gewinnende Erzaufkommen zu seinen Bestimmungsorten transportiert bzw. exportiert werden könne. Diesbezügliche Untersuchungen sind seit 1969 angestellt worden und die Bucht von Saldanha stellte sich dabei als die dafür geeignete Hafenregion heraus. Im Mai 1973 begannen die Bauarbeiten für den heutigen Industriehafen und im September 1976 erfolgte hier die erste Schiffsverladung von Eisenerz.
Durch die südafrikanische Regierung wurden für den Bau und die künftig zu erlangende Betriebsfähigkeit mehrere Gesetzesentwürfe dem Parlament zum Beschluss vorgelegt. Daraus ergaben sich:
- Saldanha Bay Harbour Construction Act (Act No. 29 / 1973)
- Saldanha Bay Harbour Construction Amendment Act (Act No. 77 / 1976)
- Saldanha Bay Harbour Acquisition and Equipment Act (Act No. 99 / 1976).

Mit dem Gesetz Nr. 29 von 1973 erhielt das Staatsunternehmen South African Iron and Steel Industrial Corporation, Limited (Iscor) die Aufgabe übertragen, den Hafen für den Zweck des Erzumschlags zu bauen, auszurüsten, zu verwalten und die notwendigen Erhaltungsarbeiten durchzuführen. Ferner wurden auf dieser Grundlage Festlegungen zur Installation technischer Anlagen für den Hafenbetrieb getroffen, wie die Telegraphen- und Telefonanlagen sowie für den Schiffsverkehr benötigte Navigationssysteme. Die Verladestation für das Eisenerz errichtete man auf einer mächtigen Mole. Der sie schützende Wellenbrecher verbindet nun die Hoedjies-Point-Halbinsel mit der ehemaligen Marcus-Insel im Zentrum der Bucht.
Die Bauarbeiten begannen 1973 unter Inanspruchnahme von überwiegend inländischen Firmen. Der erforderliche Aufwand war in der Projektphase mit 460 Millionen Rand veranschlagt worden. Die beteiligten Firmen hatten sich bei den eigenen Planungen und Konstruktionsarbeiten an den zahlreichen wissenschaftlichen Untersuchungen aus dem Vorfeld des Hafenprojektes zu orientieren. Diese Arbeiten stammten vom CSIR in Pretoria und aus dem niederländischen International Institute for Hydraulic and Environmental Engineering (IHE) in Delft.
Der Bau der Erzbahn von Sishen nach Saldanha verlief zeitlich parallel und begann am 1. Juni 1973. Der erste Erztransport auf der Schiene erreichte Saldanha am 14. Mai 1976. Am 27. September verließ das erste Erzfrachtschiff den Hafen in Richtung Europa. Am 15. November 1978 traf erstmals ein Erzzug aus dem Bergbaugebiet Beeshoek bei Postmasburg im Hafen ein.
Der einsetzende Umschlag von Eisenerz für den Export sowie die Anlandung von Öl und dessen Lagereinrichtungen erzeugte in der Region bis zum Ende der 1970er Jahre nur einen mäßigen Entwicklungsschub. 1980 erfolgte der Bau eines Stückgutterminals, das seither auch den Export von Blei-, Zink- und Kupfer- und Stahlprodukten ermöglicht. Eine erste Lieferung von Erzkonzentraten aus dem 1979 in Betrieb genommenen Bergbaugebiet Black Mountain bei Aggeneys gelangte im Januar 1980 in den Hafen Saldanha.
Die Iscor und die Industrial Development Corporation errichteten seit Februar 1996 am Ort einen der größten südafrikanischen Stahlwerkskomplexe, der nun zu Arcelor Mittal gehört und als Flaggschiff des Konzerns gilt. Der Betrieb des Stahlwerks begann im Juni 1998.
In 2003 nahm die Nationale Hafenbehörde Untersuchungen über den Ölverbrauch von industriell-gewerblichen Abnehmern entlang der südafrikanischen Atlantikküste auf, denen ein Ausbau von Zwischenlagerkapazitäten im Hafenbereich folgte.

## Anlegeplätze

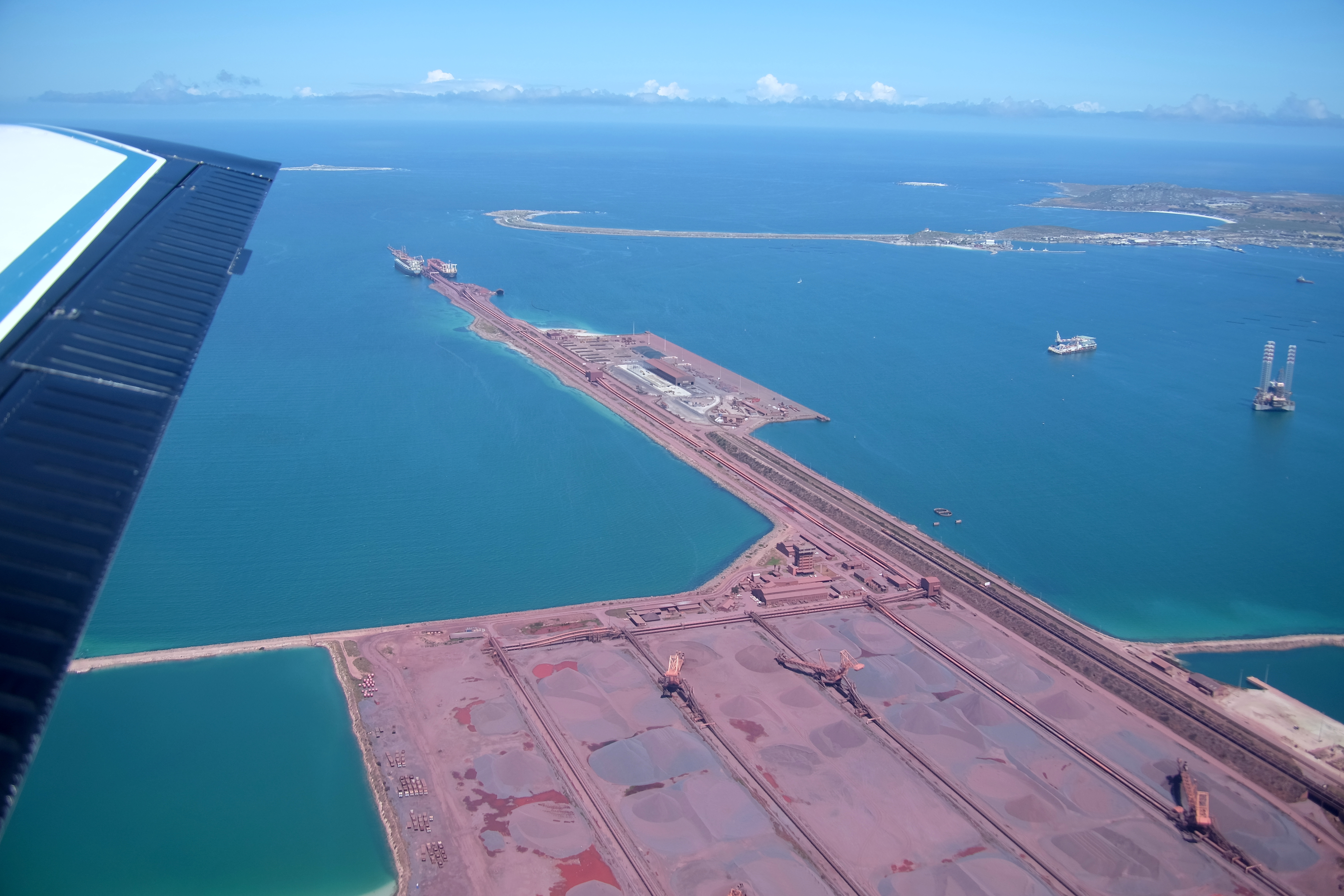
Anlegeplätze für die Eisenerz-Verschiffung

Der Hafen Saldanha verfügt über drei Anlegeplätze für den Mehrzweckgüterumschlag (Multipurpose Terminal, MPT), zwei für die Verladung von Eisenerz (Saldanha Iron Ore Terminal) und einen für Ölprodukte (Oil tanker quay).
Im Mehrzweckterminal (MPT) werden schwerpunktmäßig Waren von und für die Industriestandorte von Iscor, Saldanha Steel, Namaqua Sands und Duferco Steel Processing (DSP) umgeschlagen.
Das Erzterminal (BTS) arbeitet mit einem halbautomatischen Schüttgutverladesystem, das aus dem Vorratslager über eine lineare Förderanlage die Erzfracht zu den Schiffen bringt. Gas, Öl und Diesel werden von Kapstadt aus angeliefert, an der Spitze des Erzterminals entladen und stehen für Abnehmer im Hafenbereich zur Verfügung. Es existiert keine Pipeline zu Verbraucherstandorten. Das Ölterminal ist mit drei hydraulischen 16-Zoll-Chiksan (Marine loading arm) für Flüssigmassengut ausgestattet.
Nördlich von der Zufahrtsstraße der Eisenbahn befinden sich Anlagen von PetroSA (Mossgas quay).
Am Sea Harvest Quay stehen Tiefkühlanlagen und weitere Lagerflächen für die Fischereiindustrie zur Verfügung.

## Weitere technische und konstruktive Merkmale
Der Hafen ist mit dem Automatic Identification System ausgestattet, das eine rechnergestützte Lenkung des Schiffsverkehrs ermöglicht.
Die Kaikanäle der Erz- und Ölverladestellen haben eine Tiefe von 23 Metern. Das Hafenbecken im Wendebereich der Frachtschiffe wurde auf 23,2 Meter ausgebaggert. Die größte Tiefe erreicht das Hafenbecken mit 23,7 Metern.
Zur Staubvermeidung im Bereich des Erzlagers und -umschlags wird Wasser versprüht. Zu diesem Zweck betreibt man mittels einer Osmosetechnologie eine Meerwasserentsalzungsanlage.

## Verkehrsanbindungen
Der Hafen bildet den Endpunkt für den inländischen Transport und den Verladeort von Eisenerz und metallurgischen Produkten, die über die Bahnstrecke Sishen–Saldanha aus dem Landesinnern, schwerpunktmäßig aus den Bergbaustandorten Beeshoek Mine und Khumani Mine von Assmang, sowie von küstennahen Verarbeitungsanlagen als Massengut zur Schiffsverladung kommen.
In der Nähe des Hafens befinden sich zwei lokale Flughäfen, beide etwa 15 Kilometer von ihm entfernt. Das ist im Osten der Bucht der Langebaanweg Airport und im Norden der Saldanha Vredenburg Airport.
Die R27 führt an der Küste nach Süden und bildet die kürzeste Straßenverbindung nach Kapstadt. Die R399 führt vom Abzweig bei Piketberg von Nationalstraße N7 nach Saldanha und endet in der Bucht.
Eine Eisenbahnstrecke (Hopefield Railway) über Hopefield, Darling bis Kalbaskraal und am Güterbahnhof von Bellville vorbei, bildet die Schienenverbindung des Hafens für den Personenverkehr nach Kapstadt.

## Perspektiven
Der weitere Ausbau des Erzterminals im Zuge der Erhöhung der Transportkapazität durch Transnet SOC Ltd. aus dem Bergbaugebiet Sishen wird untersucht. Dabei geht es um eine Steigerung von bisher 60 auf künftig 88 Millionen Tonnen Eisenerzkonzentrat pro Jahr.
Nach Einschätzung des südafrikanischen Ministeriums für Handel und Industrie bietet der Hafenstandort ideale Voraussetzungen für Unternehmensansiedlungen aus dem Öl- und Gassektor sowie für Serviceleistungen im Bereich des Schiffbaus.
Zu diesem Zweck hatte die Regierung den Aufbau der Saldanha Bay Industrial Development Zone (IDZ) beschlossen. Am 31. Oktober 2013 nahm die IDZ in Anwesenheit des Staatspräsidenten Jacob Zuma und der Premierministerin von Western Cape Helen Zille ihren offiziellen Betrieb auf. Im Rahmen der Industrieentwicklungspolitik des Landes nimmt die IDZ von Saldanha Bay eine herausgehobene Stellung ein, da der Hafen und sein Umfeld seit Jahren zur Exportbilanz Südafrikas beitrug.

## Marineausbildungsstandort
Im Zusammenhang mit der Beteiligung der Südafrikanischen Union an den Ereignissen des Zweiten Weltkriegs entstanden die ersten Strukturen einer später eigenständigen südafrikanischen Marine. 1942 wurde die South African Seaward Defence Force und eine Flotte von Minenabwehrfahrzeugen geschaffen. Die kriegerische Bedrohung des Kapstädter Hafens veranlasste die Suche nach einem alternativen Anlegeplatz für Schiffe aller Art und Zwecke. Dabei fiel die Wahl auf die Saldanha Bay, wo ein militärisches Kontrollzentrum zum Schutz der Bucht entstand. Angehörige der South African Women's Auxiliary Naval Services (SWANS), eine Einheit freiwillig dienender Frauen, übernahmen die Aufgaben des Kontrollzentrums und der Minensuche.
Alle von der britischen Marine genutzten Posten und Stützpunkte gingen mit dem 14. Juni 1944 in die Verfügungsgewalt der SA Navy über. In Saldanha begann mit der HMSAS Field Marshall Smuts die eigenständige Ausbildung von Marinesoldaten Südafrikas, die 1948 zum Marinestützpunkt Salisbury Island im Hafen Durban verlegt wurde. Jedoch schon 1951 nahm in Saldanha erneut eine Marineausbildungsstätte ihren Betrieb auf. Die Einrichtung Naval and Marine Gymnasium begann mit 44 Auszubildenden. Die zur Verfügung stehende Basis wurde SAS Drommedaris genannt und später, im Jahre 1956, in SAS Saldanha getauft.
Im Jahre 1957 kam in nur geringer Entfernung westlicherseits von SAS Saldanha (SAS: ) eine weitere Ausbildungsstätte hinzu. Die South African Military Academy (Academy:) fand am Nordhang des Malgaskop ihren Platz. Zusammengefasst werden die beiden militärischen Standorte am Rande der Hafenstadt Saldanha als Saldanha Military Area bezeichnet.
Im Mai 1989 stufte die Marineleitung den Standort SAS Saldanha zur Naval Base (Marinestützpunkt) herauf. Bereits im Verlauf des Folgejahres kam es im Rahmen von Strukturanpassungen in den Streitkräften für die SAS Saldanha Naval Training Base zum Verlust dieses Status und SAS Saldanha wurde wieder eine reine Ausbildungseinheit, die sie bisher geblieben ist. Seither ist sie die wichtigste Ausbildungsstätte der südafrikanischen Marine. Im Oktober 2021 übergab Sikhumbuzo Msikinya die Leitung der Ausbildungsstätte an Berlinah Madonsela.
Ferner gibt es in der Bucht noch einen Stützpunkt des 4 Special Forces Regiment, der sich nördlich des Postberg-Areals vom West Coast National Park anschließt und sich an der Rietbaai nahe der Meeu-Insel befindet.

## Weitere Einrichtungen
Im Bereich des Fischereihafens und unweit des Marineausbildungszentrums ist eine kommerzielle Ausbildungsstätte für Fragen der Sicherheit im zivilen Schiffsverkehr und Hafenbetrieb angesiedelt:
- Ausbildungen für die Offshore-Gas- und Ölgewinnung
- Brandbekämpfung und Brandschutz, Überlebenstechniken, Sicherheitsfragen
- Erste Hilfe
- Ausbildungen auf Basis des STCW-Übereinkommen.[26]

## Weiterführende Literatur
- D. Zwemmer, J. Van’t Hof: The construction of Saldanha Bay Harbour. In: Civil Engineer in South Africa/Siviele Ingenieur in Suid-Afrika. Vol. 21 (1979), Ausgabe 10, S. 238–240.